# Український бульвар

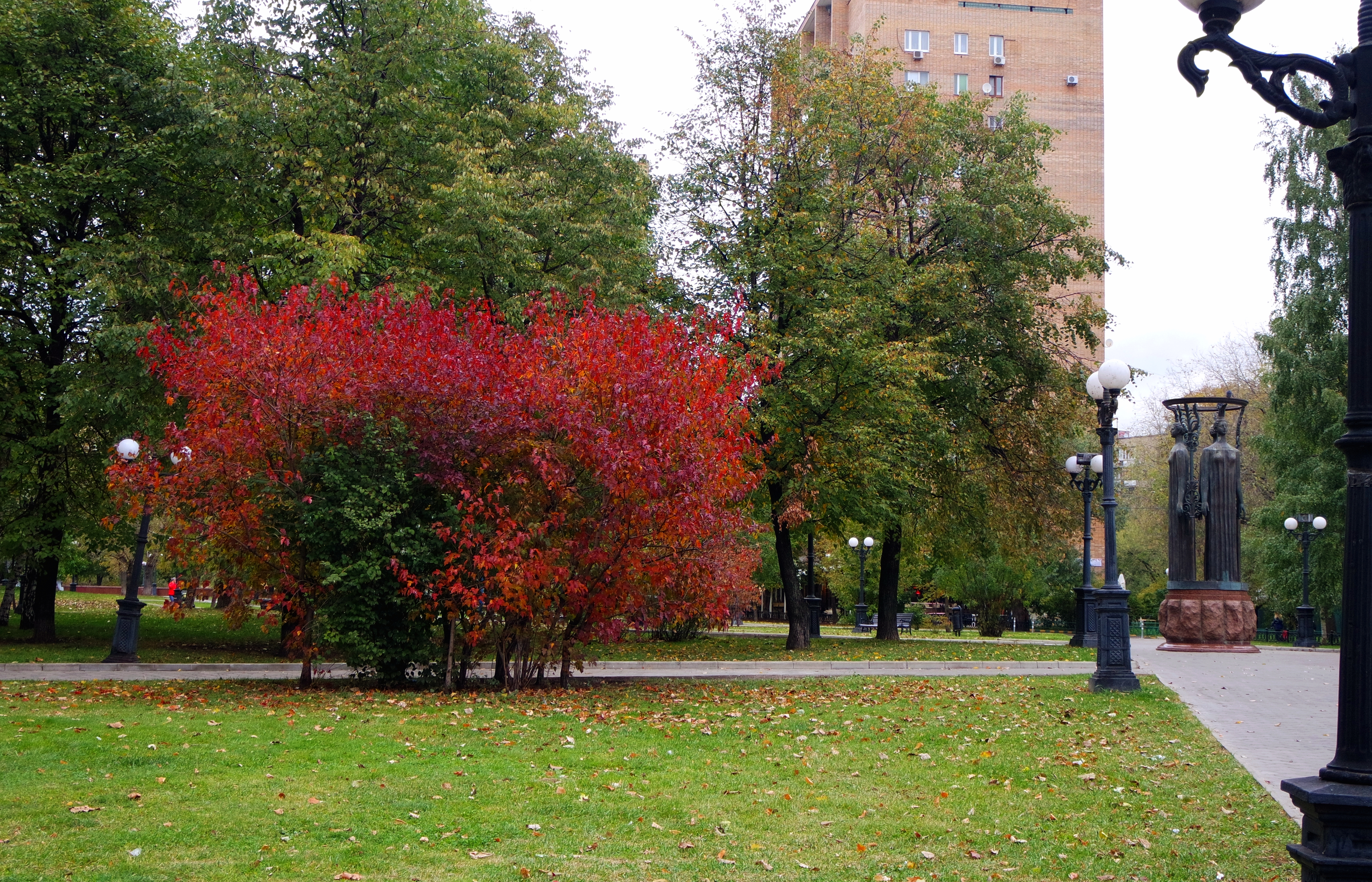
Початок Українського бульвару зі сторони Великої Дорогоміловської. Скульптура — композиція «Співдружність» (жінки у стилізованих національних костюмах Росії, Білорусі та України)

Український бульвар (рос. Украи́нский бульва́р) — бульвар, що розташований у Західному адміністративному окрузі Москви на території району Дорогомілово.

## Історія
Бульвар отримав свою назву 29 квітня 1965 року через розташуванням поблизу Київського вокзалу, Київської вулиці, набережної Тараса Шевченка (в назві яких відображена українська тематика; за іншими даними — на честь українського народу).

## Розташування
Український бульвар проходить від Великої Дорогоміловської вулиці на північний захід, із заходу до нього примикає Мала Дорогоміловська вулиця, далі зі сходу до бульвару примикає 2-га Бородинська вулиця, бульвар продовжується далі, переривається Кутузовським проспектом, за яким продовжується до набережної Тараса Шевченка. Ділянка від Великої Дорогоміловської вулиці до 2-ї Бородинської вулиці — вулиця з однією проїжджою частиною, на схід від якої розташована широка бульварно-паркова зона з пам'ятниками і скульптурами (пам'ятник Лесі Українці, скульптура «Пегас» та ін.) і фонтанами («Стовпи», «Стіл», «Грот», «Каскади» та ін.); ділянка від 2-ї Бородинської вулиці до Кутузовського проспекту — фактично дві вулиці, що розділені широким бульваром зі скульптурами і фонтаном «Дівчина»; ділянка від Кутузовського проспекту до набережної Тараса Шевченка зберігає таку ж територіальну організацію, але без скульптур і фонтанів. Нумерація будинків починається від набережної Тараса Шевченка.

## Примітні будівлі та споруди
По непарній стороні:
- № 3/5, корп. 2 — житловий будинок. Тут мешкала нефролог І. Є. Тарєєва.
- № 11 — житловий будинок. Тут жив хоровий диригент Олександр Юрлов.

По парній стороні:
- № 2 — У 1958—1978 роках у цьому будинку в квартирі № 431 жила Ліля Брік[3].

## Транспорт

### Наземний транспорт
Українським бульваром не проходять маршрути наземного громадського транспорту. На початку бульвару, на Великій Дорогоміловській вулиці, розташована зупинка «Київський вокзал» автобусів т7, т7к, т17, т34к, т39, 205, 324; на середині бульвару, на Кутузовському проспекті, — зупинка «Готель „Україна“» автобусів м2, м27, 91, 116, 157, 474, 840, н2 .

### Метро
- Станція метро «Київська (АПЛ)» Арбатсько-Покровської лінії — біля початку бульвару, на площі Київського вокзалу
- Станція метро «Київська (КЛ)» Кільцевої лінії — біля початку бульвару, на площі Київського вокзалу
- Станція метро «Київська (ФЛ)» Філівської лінії — біля початку бульвару, на площі Київського вокзалу

### Залізничний транспорт
- Київський вокзал (пасажирський термінал станції Москва-Пасажирська-Київська Київського напрямку Московської залізниці) — біля початку бульвару, на площі Київського Вокзалу